# Casa di Sarah Benedict
La Casa Sarah Benedict è una storica villa vittoriana di Cleveland, in Ohio, inserita nel registro nazionale dei luoghi storici.

## Storia
La residenza venne realizzata nel 1883 per Sarah Rathbone Benedict, moglie dell'editore George A. Benedict di Cleveland. Rimasta vedova nel 1876, Sarah Benedict visse nella villa fino a poco prima della sua morte, sopraggiunta nel 1902 all'età di 87 anni.
In seguito, la residenza rimase per molti anni una villa unifamiliare. Quando poi, nella prima metà del XX secolo, il quartiere dell'Upper Prospect divenne sempre più a vocazione commerciale, l'edificio diventò dapprima un pensionato, quindi un ufficio ed infine un locale frequentato dagli studenti della vicina Università statale di Cleveland.
Successivamente, la villa venne restuarata dalla Società di restauro di Cleveland, della quale è diventata il quartier generale. La residenza può anche venire affittata per occasioni speciali.